# Epistephium amabile
Epistephium amabile är en orkidéart som beskrevs av Rudolf Schlechter. Epistephium amabile ingår i släktet Epistephium och familjen orkidéer.
Artens utbredningsområde är Peru. Inga underarter finns listade i Catalogue of Life.